# Wybutosine
La wybutosine est un nucléoside fortement modifié contenant de la wyosine et dérivé de la guanosine qu'on trouve dans certains ARN de transfert où elle stabilise les interactions entre les codons et anticodons lors de la biosynthèse des protéines par les ribosomes. Chez les eucaryotes, ce nucléoside n'est présent qu'en position 37 de l'ARNt de phénylalanine, c'est-à-dire au contact de l'extrémité 3’ de l'anticodon, dont il stabilise l'appariement des bases nucléiques avec le codon sur l'ARN messager. Il est conservé chez les eucaryotes et les archées, mais est absent chez les bactéries.
La grande taille de la base nucléique de ce nucléoside a pour effet d'accroître les interactions d'empilement avec les bases adjacentes, ce qui réduit la flexibilité de l'ARN au niveau de l'anticodon et limite les décalages de cadre de lecture. D'une manière générale, les bases en position 34 et 37 des ARN de transfert sont très souvent modifiées, ce qui souligne leur rôle déterminant dans l'exactitude de la traduction génétique.

ARN de transfert de phénylalanine de levure, montrant les bases nucléiques modifiées en bleu :
- G : 2-méthylguanosine
- D : 5,6-dihydro-uridine
- 2G : N2-diméthylguanosine
- Cm : O2'-méthylcytidine
- Gm : O2'-méthylguanosine
- T : ribothymidine (5-méthyluridine)
- Ψ : pseudo-uridine
- m5C : 5-méthylcytidine
- m7G : 7-méthylguanosine
- m1A : 1-méthyladénosine.

Il est possible que la présence de wybutosine en position 37 des ARNtPhe ait un rapport avec la séquence du codon de la phénylalanine, qui est UUU ou UUC : la présence de tels codons est susceptible de générer des « séquences glissantes » sur l'ARN messager, séquences elles-mêmes susceptibles de décaler le cadre de lecture des ribosomes, d'où l'importance de bases modifiées sur l'ARNt capables de contrôler l'exactitude de la traduction en évitant précisément de tels décalages du cadre de lecture.